# Franse koloniale ridderorden

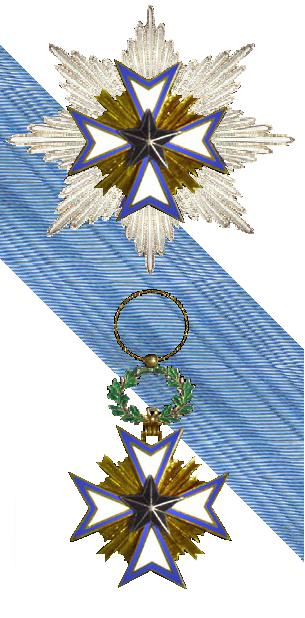
De Orde van de Zwarte Ster werd in Afrika uitgereikt. Later werd het Franse ridderorde

De Franse Republiek bezat in Azië, Afrika en Amerika een groot koloniaal rijk. Ten behoeve van dit reusachtige gebied werd een aantal "koloniale ridderorden" ingesteld of ingelijfd.
Het ging om:
- De Koninklijke Orde van Cambodja (Frans: "Ordre Royal du Cambodge", gesticht in 1864)
- De Orde van de Ster van Anjouan (Frans: "Ordre de l'Étoile d'Anjouan", 1874)
- De Orde van de Draak van Annam (Frans: "Ordre du Dragon d'Annam", 1886)
- De Orde van Nichan El-Anouar (Frans: "Ordre du Nichan El-Anouar", 1887)
- De Orde van de Zwarte Ster (Frans: "Ordre de l'Étoile Noire", 1889)

De "Orde van Verdienste van Indochina" werd niet tot de koloniale orden gerekend. Zij was een plaatselijke onderscheiding en Fransen werden niet in deze Orde opgenomen. Dat gold ook voor de in 1901 door de Gouverneur van Madagaskar ingestelde Malagassische Orde van Verdienste (Frans: "Ordre du Mérite Malgache").
Omdat Libanon een Frans mandaatgebied, geen kolonie, was stichtte de "Gouverneur van Groot-Libanon" In 1922 de "Medaille van Verdienste van de Gouverneur van Groot-Libanon" die in eerste instantie geen ridderorde was en zeker geen Franse koloniale ridderorde was. In 1930 werd het de Libanese Orde van Verdienste die evenmin tot de koloniale ridderorden wordt gerekend.
De koloniale orden hadden ieder hun eigen territorium al werden zij ook voor verdienste op de kantoren van het Ministerie van Koloniën in Parijs en in Frankrijk verleend. De Orde van de Ster van Anjouan was gereserveerd voor de Comoren, de Orde van Nichan El-Anouar voor Somalië en Oost-Afrika en de Zwarte Ster was er voor West-Afrika. Algerije was een deel van Frankrijk zelf, zodat daar de Franse ridderorden werden verleend. De grote Franse eilandrijken en Oceanië en de eilanden in de Caraïbische Zee kenden geen eigen onderscheidingen.
Naast de koloniale orden was binnen het gehele Franse rijk het Legioen van Eer de hoogste onderscheiding. Om de verlening van decoraties enigszins binnen de perken te houden was de Kanselier van het Legioen van Eer ook kanselier van de verschillende koloniale orden. De Kanselier liet niet toe dat een Fransman orden droeg waarvan de verlening niet door hem was goedgekeurd en hij lette er op dat er steeds twee jaar tussen de verlening van twee orden verliep. Een van de ministeriële ridderorden, de Orde van Verdienste voor de Sahara (Frankrijk) was formeel geen koloniale orde en viel buiten de regeling maar ook deze orde werd uiteraard vooral in Afrika verleend.
Op 1 september 1950 werd het Franse ordestelsel hervormd. De Orde van de Ster van Anjouan en de Orde van de Zwarte Ster werden Franse Overzeese Orden. De andere drie werden "Orden van met Frankrijk geassocieerde staten" (Frans:"Ordre des États Associés de l'Union Française"). Deze Franse Unie was de tijdelijke Franse evenknie van het Britse Gemenebest. In 1963 werd het verlenen van de overzeese 0rden definitief gestaakt. In hun plaats trad de nieuwe "Nationale Orde van Verdienste".
Voor al de koloniale orden gold dat men ten minste 30 jaar oud en eerst ridder moest zijn om na een bepaalde periode te kunnen worden bevorderd tot een hogere rang. Alleen Officieren van het Legioen van Eer konden Commandeur in een koloniale orde worden en alleen commandeurs van het Legioen van Eer werden Commandeur met Ster wat overeenkomt met een Grootofficier. Afgezien van decoraties wegens dapperheid of verdienste tijdens veldtochten golden ook eisen die aan het aantal in de tropen of overzee doorgebrachte jaren werden gesteld. Voor vreemdelingen, die dergelijke onderscheidingen vaak "uit beleefdheid" ontvingen, golfden dergelijke regels niet.
De koloniale en overzeese orden werden direct na de Franse orden en de 19 Franse ministeriële orden gedragen. Opmerkelijk is dat men na zijn benoeming niet alleen voor de registratie en het diploma moest betalen, maar als Fransman ook de kleinoden van de koloniale en overzeese orden zelf moest aanschaffen.
De Orde van de Zwarte Ster werd na 1950  bij staatsbezoeken van de Franse president gebruikt. Toen de Franse president René Coty Nederland bezocht werd een aantal Nederlanders in deze orde opgenomen. Na de instelling van de Nationale Orde van Verdienste waren de Franse overzeese orden overbodig geworden en zij werden na 1 januari 1964 niet meer verleend.